# Catasterismo
Catasterismo, na mitologia grega, é o acto de transformar uma personagem, homem, animal ou objecto numa constelação de forma a eternizá-lo no firmamento.
Deuses, heróis semi-divinos ou agraciados pelos seus feitos, e outros seres e mesmo objectos queridos dos deuses, que de uma forma ou de outra cessaram a sua existência original, podem perpetuar-se sob a forma de uma constelação, livrando-se assim do Hades ou do simples oblívio.
Zeus (Júpiter para os Romanos), senhor dos Deuses, recorria frequentemente ao catasterismo como forma de manter aqueles que lhe eram queridos, mas não era o único a recorrer a este recurso.
Em algumas versões das histórias mitológicas, Zeus teria transformado Hércules, Erictónio de Atenas e Órion em constelações assim como fez com Castor e Pólux.

## Etimologia

A constelação da cabeleira de Berenice com seu traçado.

A palavra «catasterismo» é um cultismo tomado do grego καταστερισμοί (κατά: em cima, abaixo; + ἀστήρ: estrela, astro), cujo significado é colocado entre as estrelas. O termo procede do título de um livro de Eratóstenes, matemático grego estabelecido em Alexandria, no qual descrevia algumas das ditas transformações.
O próprio Eratóstenes havia criado o catasterismo de Berenice II do Egito, mulher de Ptolemeu III, a qual era sua rainha, convertendo sua cabeleira em toda uma constelação.